# Schuleule Paula
Schuleule Paula ist ein deutscher Kinderfilm von Brigitte Natusch aus dem Jahr 1981. Der Fernsehfilm beruht auf dem gleichnamigen Kinderbuch von Katrin Pieper, die auch das Szenarium verfasste.

## Handlung
Tom wird ab 1. September ein Schulkind der Klasse 1a sein. Im Sommer besucht er zum ersten Mal das Gebäude der Polytechnischen Oberschule „Karl Liebknecht“ und lernt seinen zukünftigen Klassenlehrer Herrn Blinse kennen. Er zeigt ihnen den Sportraum, führt ein kleines Experiment im Chemieraum vor und tut geheimnisvoll, als er mit den Kindern vor dem „Zauberzimmer“ steht. Reinschauen dürfen sie nicht, doch Lehrer Blinse verspricht, das ab dem 1. September nachzuholen.
Als Tom nach Hause kommt, trifft er vor seiner Wohnung auf Nachbarskind Nelli. Sie zeigt ihm stolz ihren wackelnden Zahn und meint, dass sie nun auch bald in die Schule kommen wird. Zwar ist sie ein Jahr jünger als Tom, doch hat dessen Großmutter immer gesagt, dass man in die Schule kommt, wenn der erste Zahn wackelt. Toms Zähne wackeln nicht und so zweifelt er, ob sie ihn am 1. September überhaupt nehmen werden. Seine große Schwester Nico, die wie er bei der Großmutter lebt, meint, dass die Schule nicht schön sei, und auch Verkäuferin Frau Griese deutet an, dass die schöne Kinderzeit dann vorbei sei und Tränen fließen werden. Tom ist hin- und hergerissen, was er glauben soll. Er wendet sich an Arbeiter Karl, für den er aus Freundschaft seit einiger Zeit kleinere Einkäufe erledigt, und fragt ihn um Rat. Karl meint, Tom müsse seine Angst überwinden. Er solle einfach zur Schule gehen und Lehrer Blinse fragen.
Tom macht sich auf den Weg, wobei ihm Nelli heimlich folgt. In der Schule ist gerade Unterricht und die Gänge sind menschenleer. Heimlich schaut Tom ins „Zauberzimmer“ und schreckt zurück, als ihn eine Eule anblickt. Mit Nelli wagt er sich in den Raum und stellt bald fest, dass das Zimmer voller ausgestopfter Tiere ist. Sie streicheln die Eule und baden den ausgestopften Maulwurf, weil er staubig ist. Da der Maulwurf so seine Form verliert, steckt ihn Tom schnell in seine Hosentasche. Das Pausenklingeln ertönt und Nelli versteckt sich. Plötzlich steht Schüler Andreas im Zimmer, der die ausgestopfte Schuleule Paula für die nächste Stunde bei Lehrer Blinse holen will. Er ist überrascht, Tom im Raum zu finden, und will ihn rauswerfen, erkennt jedoch, dass den Jungen etwas bedrückt. Auf Toms Frage, ob die Schule nun gut oder schlecht sei, antwortet Andreas mit einem Vergleich: Die Schule sei wie ein Klettergerüst. Man muss motiviert sein, das Gerüst zu betreten, und darf keine Angst vor den hohen Sprossen haben. Tom erkennt, dass er keine Angst vor der Schule zu haben braucht.
Lehrer Blinse erscheint, um nach Andreas zu suchen. Er erkennt Tom wieder und ist froh, dass Andreas ihm bereits helfen konnte. Tom reicht ihm verschämt den nassen Maulwurf, der zur Hausmeisterin gebracht wird. Lehrer Blinse verschließt das „Zauberzimmer“. Vor der Schule fällt Tom auf, dass er Nelli vergessen hat. Sie ist im Zimmer eingeschlossen und hat Angst. Als Tom ratlos vor dem Zimmer steht, erscheint Hausmeisterin Frau Buttke. Sie erklärt Tom, dass das „Zauberzimmer“ in Wirklichkeit der Biologie-Raum ist, und schließt die Tür auf. Bevor Tom Nelli folgt, zeigt Frau Buttke dem Jungen den trockengeföhnten Maulwurf und Tom ist erleichtert. Mit Nelli rennt er zu Arbeiter Karl und erzählt ihm, dass seine Zweifel vorbei sind und er ab 1. September ein Schulkind sein wird. Anschließend läuft er mit Nelli nach Hause.

## Produktion
Schuleule Paula basiert auf dem gleichnamigen Kinderbuch von Katrin Pieper. Er wurde durch das DEFA-Studio für Spielfilme für das Kinderfernsehen der DDR hergestellt.
Regisseurin Brigitte Natusch hatte zuvor vor allem Filme für Unser Sandmännchen realisiert. Die Kostüme des Films schufen Barbara Braumann und Petra Lange, das Szenenbild stammt von Harald Horn. Schuleule Paula wurde am 25. Dezember 1981 im Festtagsprogramm des Fernsehens der DDR erstmals gezeigt. Icestorm veröffentlichte den Film 2011 im Rahmen der Reihe DDR TV-Archiv auf DVD.